# My Last Wonderful Days
«My Last Wonderful Days» («Mis últimos días maravillosos») es un artículo de julio de 1956 escrito por Hazel Beck Andre sobre su aceptación de su muerte por cáncer. Se publicó por primera vez en Farm Journal y The Country Gentleman, y luego se volvió a publicar en Reader's Digest. Se volvió a publicar con una tirada de 17 103 302 copias.

## Muerte por cáncer
Hazel Beck Andre murió de cáncer en 1956 cuando tenía 42 años, pocas semanas después de escribir «My Last Wonderful Days». En el artículo, Andre escribió que la «parte más difícil» de morir fue dejar a su familia y que «no se arrepintió» debido a que su vida fue «rica y plena». Andre escribió sobre las cosas que haría si volviera a vivir su vida, como «saborear» la belleza de los «amaneceres, la pátina de una vieja cafetera de latón y la mirada encantada en el rostro de una niña pequeña cuando acaricia a un gatito por primera vez». Andre recibió el libro A Book of Private Prayer de John Baillie de su ministro. Leyó una oración en el libro que la ayudó a superar la principal preocupación de dejar a su familia. Se preparó para su muerte con su esposo, el decano de agricultura de la Universidad Estatal de Iowa, Floyd Andre, y sus tres hijos.

## Impacto
El número de enero de 1960 de la revista Relief Society Magazine, una publicación de La Iglesia de Jesucristo de los Santos de los Últimos Días, escribió que el artículo «brinda orientación e inspiración no solo para quienes anticipan la muerte, sino también para cualquiera que desee vivir de manera creativa a lo largo de la vida, dándose cuenta de que la muerte finalmente le llegará». Helen A. Hayes, de Adams County Free Press, dijo que «My Last Wonderful Days» «es un artículo que no se olvidará pronto».
La beca de periodismo Hazel Beck Andre de la Universidad Estatal de Iowa se otorga a estudiantes universitarios de tercer ciclo que se especializan en periodismo y medios de comunicación masivos. La beca se inició en 1956 a través de compras del artículo.